# Zastupitelstvo Mníšku pod Brdy
Zastupitelstvo Mníšku pod Brdy je přímo voleným zastupitelským orgánem středočeské obce Mníšek pod Brdy. Má 15 členů. Poslední volby se konaly v roce 2022.

## Současní zastupitelé
| Jméno               | Strana | Zvolen(a) za              | Ve funkci od      |
| ------------------- | ------ | ------------------------- | ----------------- |
| Dana Dalešická      | nestr. | Společně pro Mníšek       | 2. listopadu 2022 |
| Magdaléna Davis     | Zelení | Společně pro Mníšek       | 2. listopadu 2022 |
| Petr Digrin         | STAN   | STAN                      | 2. listopadu 2022 |
| Marek Inderka       | nestr. | Mníšek - město pro rodinu | 29. ledna 2024    |
| Milan Kotouč        | nestr. | STAN                      | 2. listopadu 2022 |
| Hana Kotoučová      | nestr. | Sdružení nestraníků       | 2. listopadu 2022 |
| Luboš Kožíšek       | Zelení | Společně pro Mníšek       | 2. listopadu 2022 |
| Michal Kroutil      | Piráti | Společně pro Mníšek       | 2. listopadu 2022 |
| Bohumila Minaříková | nestr. | Sdružení nestraníků       | 2. listopadu 2022 |
| Markéta Nováková    | STAN   | STAN                      | 2. listopadu 2022 |
| Daniela Páterová    | nestr. | Mníšek - město pro rodinu | 2. listopadu 2022 |
| Radko Sáblík        | ODS    | SPOLU                     | 2. listopadu 2022 |
| Marie Šretrová      | nestr. | STAN                      | 2. listopadu 2022 |
| Michal Trkan        | ODS    | SPOLU                     | 2. listopadu 2022 |
| Zdeněk Vyskočil     | nestr. | Mníšek - město pro rodinu | 2. listopadu 2022 |

## Volby
Komunální volby se v Česku konají jednou za 4 roky. Poslední volby, na základě jejichž výsledku byly mandáty v zastupitelstvu Mníšku pod Brdy přiděleny jednotlivým kandidujícím subjektům, se konaly v září 2022.

## Mandáty přidělené volebním stranám po volbách v roce 2022
Zastupitelstvo Mníšku pod Brdy tvoří od roku 2022 celkem 5 subjektů. Volby vyhrála koalice Společně pro Mníšek sestávající za zástupců Zelených a Pirátů a nezávislých kandidátů. 
| Kandidátka                | Počet mandátů | Lídr/yně kandidátky (2022) |
| ------------------------- | ------------- | -------------------------- |
| Společně pro Mníšek       | 4             | Magdaléna Davis            |
| STAN                      | 4             | Petr Digrin                |
| Mníšek - Město pro rodinu | 3             | Daniela Páterová           |
| SPOLU                     | 2             | Michal Trkan               |
| Sdružení nestraníků       | 2             | Hana Kotoučová             |